# 新村镇 (楚雄市)
新村镇，是中华人民共和国云南省楚雄彝族自治州楚雄市下辖的一个乡镇级行政单位。

## 行政区划
新村镇下辖以下地区：
巨龙村、下村、腊曲村、密者村、洒树眯村、西叉村、伍街村和大坎子村。